# Achyrocline gardnerii
Achyrocline gardnerii là một loài thực vật có hoa trong họ Cúc. Loài này được (Baker) Deble & Marchiori mô tả khoa học đầu tiên.